# Opsitycha
Opsitycha is een geslacht van vlinders van de familie sikkelmotten (Oecophoridae), uit de onderfamilie Oecophorinae.

## Soorten
- O. delotypa Turner, 1941
- O. livens Turner, 1940
- O. microstictis (Meyrick, 1902)
- O. squalidella (Meyrick, 1884)